# Meioneta subnivalis
Meioneta subnivalis là một loài nhện trong họ Linyphiidae.
Loài này thuộc chi Meioneta. Meioneta subnivalis được Andrei V. Tanasevitch miêu tả năm 1989.